# Onthophagus smetanai
Onthophagus smetanai är en skalbaggsart som beskrevs av Vladimir Balthasar 1952. Onthophagus smetanai ingår i släktet Onthophagus och familjen bladhorningar. Inga underarter finns listade i Catalogue of Life.